# Bland träden
Bland träden (isländska: Milli trjánna) är en samling noveller från 2009 av den isländske författaren Gyrðir Elíasson. Boken utgörs av 47 nya noveller och är Gyrðirs åttonde novellsamling. Boken tilldelades Nordiska rådets litteraturpris 2011.

Bedömningkommitténs motivering: 
"Nordiska rådets litteraturpris 2011 tilldelas den isländske författaren Gyrðir Elíasson för novellsamlingen Milli trjánna (Bland träden). Det handlar om stilistisk ordkonst på en hög nivå som skildrar inre och yttre hot i dialog med världslitteraturen."
August Strindberg figurerar i en av novellerna. Novellens berättarjag ser honom på avstånd på Ikeas restaurang.